# Mlhovina

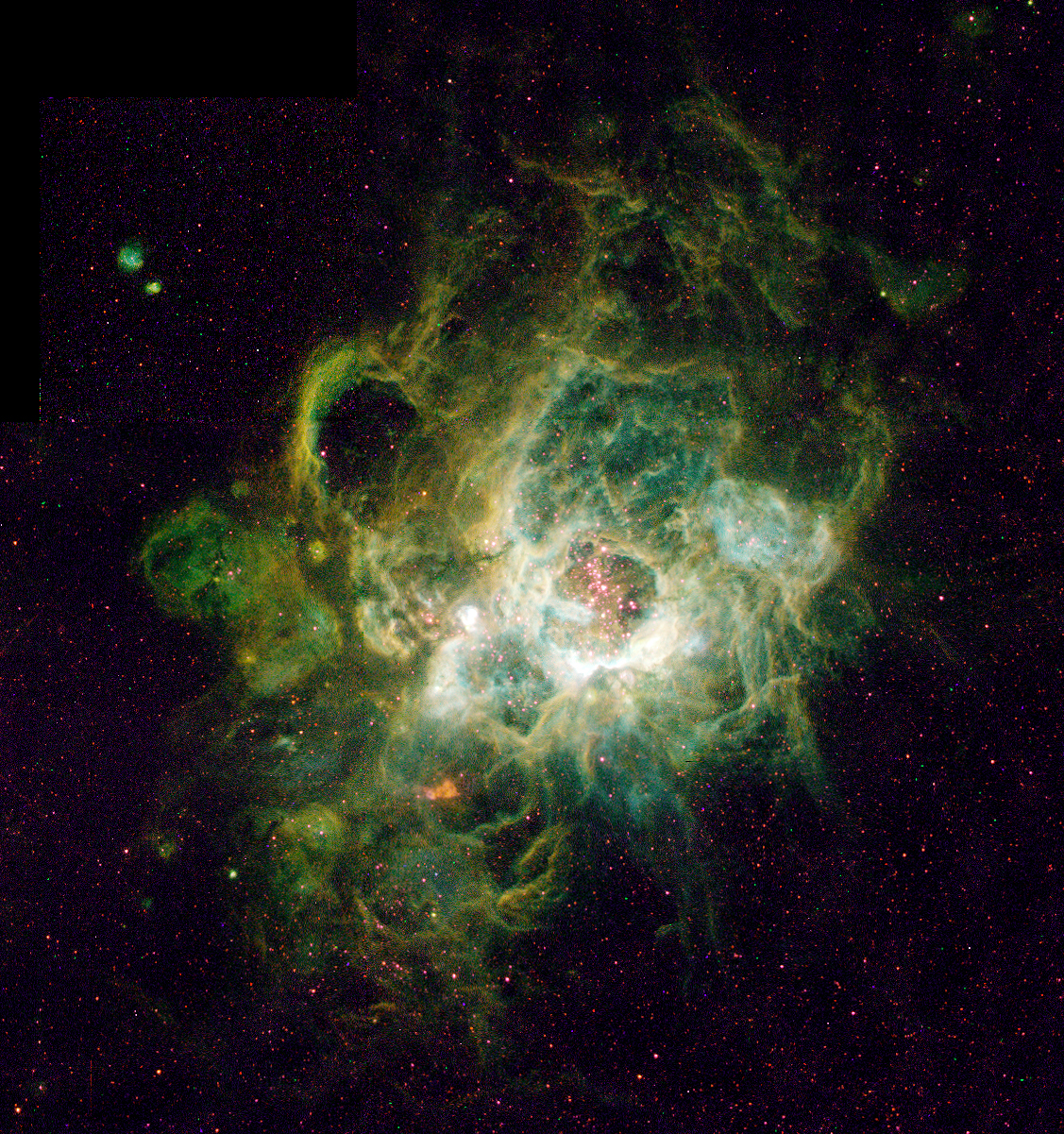
Trojúhelníková emisní mlhovina NGC 604 ležící ve spirálním ramenu galaxie M33, 2,7 miliónů světelných let od Země. Tato mlhovina je oblastí vzniku nových hvězd.

Mlhovina je mezihvězdné mračno prachových částic a plynů.  Původně bylo slovo mlhovina obecným označením pro jakýkoliv rozměrný astronomický objekt včetně galaxií mimo Mléčnou dráhu a některá užívání staršího významu stále přežívají, například galaxie v Andromedě je občas označována jako mlhovina Andromeda nebo mlhovina v Andromedě. Stejně jako v případě galaxií a hvězdokup se jedná o objekt hlubokého vesmíru. Mívají velikost obvykle od jednoho do zhruba tisíce světelných let v závislosti na typu mlhoviny, avšak existují menší (NGC 7027) či větší (Mlhovina Tarantule). Název český i latinský vychází z mlhy, atmosférického jevu na Zemi.

## Dělení
Mlhoviny lze roztřídit podle způsobu jejich osvětlení:
- Difúzní mlhoviny jsou osvětlené mlhoviny
  - Emisní mlhoviny jsou vnitřně osvětlené mraky ionizovaného plynu, tyto mlhoviny září ve spektrálních čarách svých molekul či atomů vybuzených většinou ultrafialovým světlem i vzdálenějších hvězd. Karmínová barva je kupříkladu čára přechodu vodíkových atomů do základního stavu. Dále se dělí na:[1]
    - Oblasti HII tvořené převážně ionizovaným vodíkem.
    - Planetární mlhoviny vznikající v konečném stádiu červených obrů, kteří odhodili své plynné obaly.
    - Pozůstatky po výbuchu supernovy

  - Reflexní mlhoviny jsou osvětleny odrazy světla blízkých hvězd. Odraz způsobuje především prach obsažený v mlhovině, která pak září celým spektrem blízkých hvězd. Příkladem je mlhovina uvnitř hvězdokupy Plejády nebo mlhovina Toby Jug.
- Temné mlhoviny nejsou osvětleny. Mohou být zaznamenány, pokud zakryjí hvězdu nebo jinou mlhovinu. Známým příkladem je mlhovina Koňská hlava v Orionu a mlhovina Uhelný pytel v Jižním kříži.

### Difúzní mlhoviny
Na rozdíl od temných mlhovin se v difuzních mlhovinách rozptyluje světlo.

#### Emisní mlhoviny

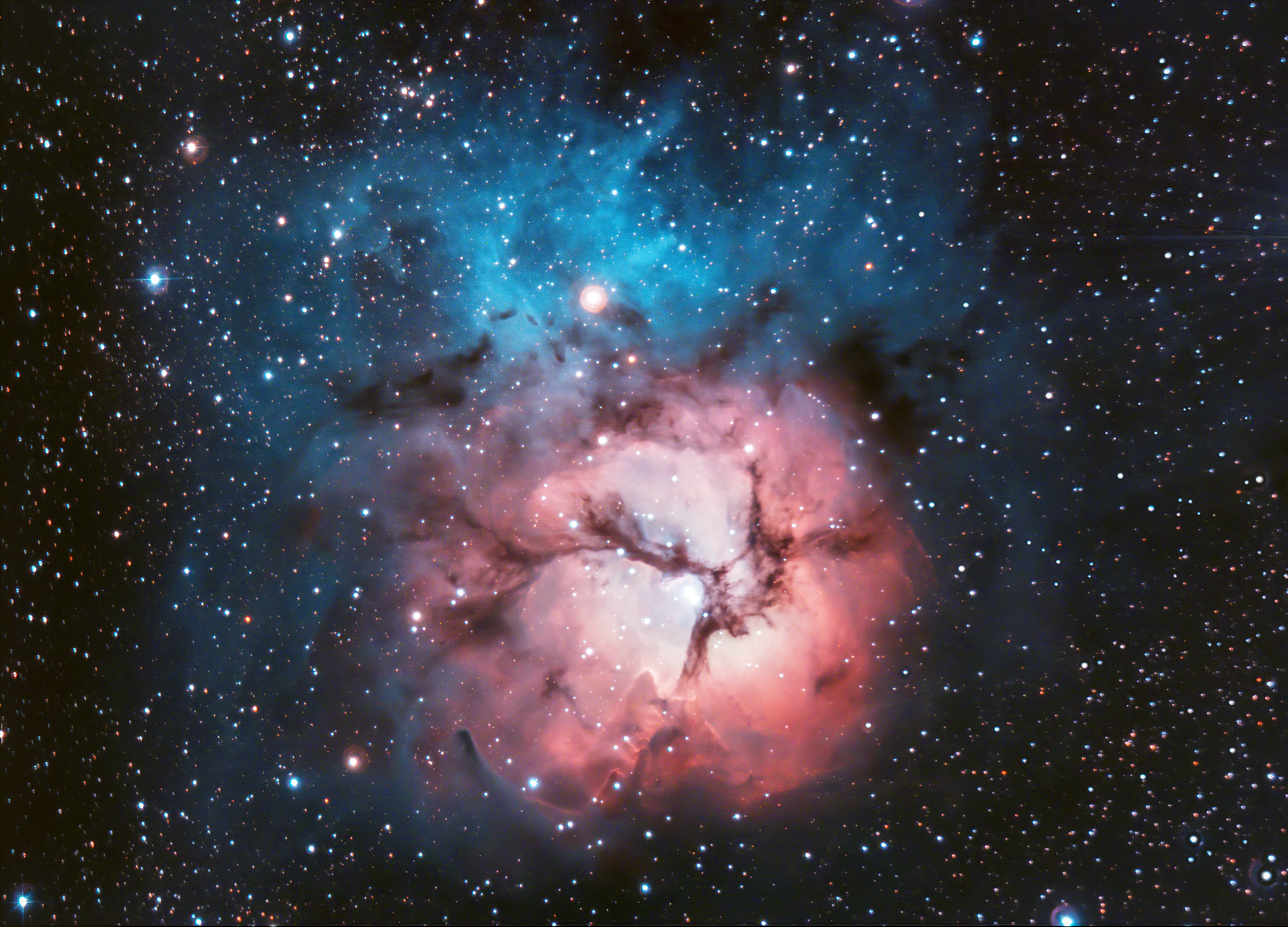
M 20 čili NGC 6514, emisní mlhovina ve Střelci zvaná Trifid

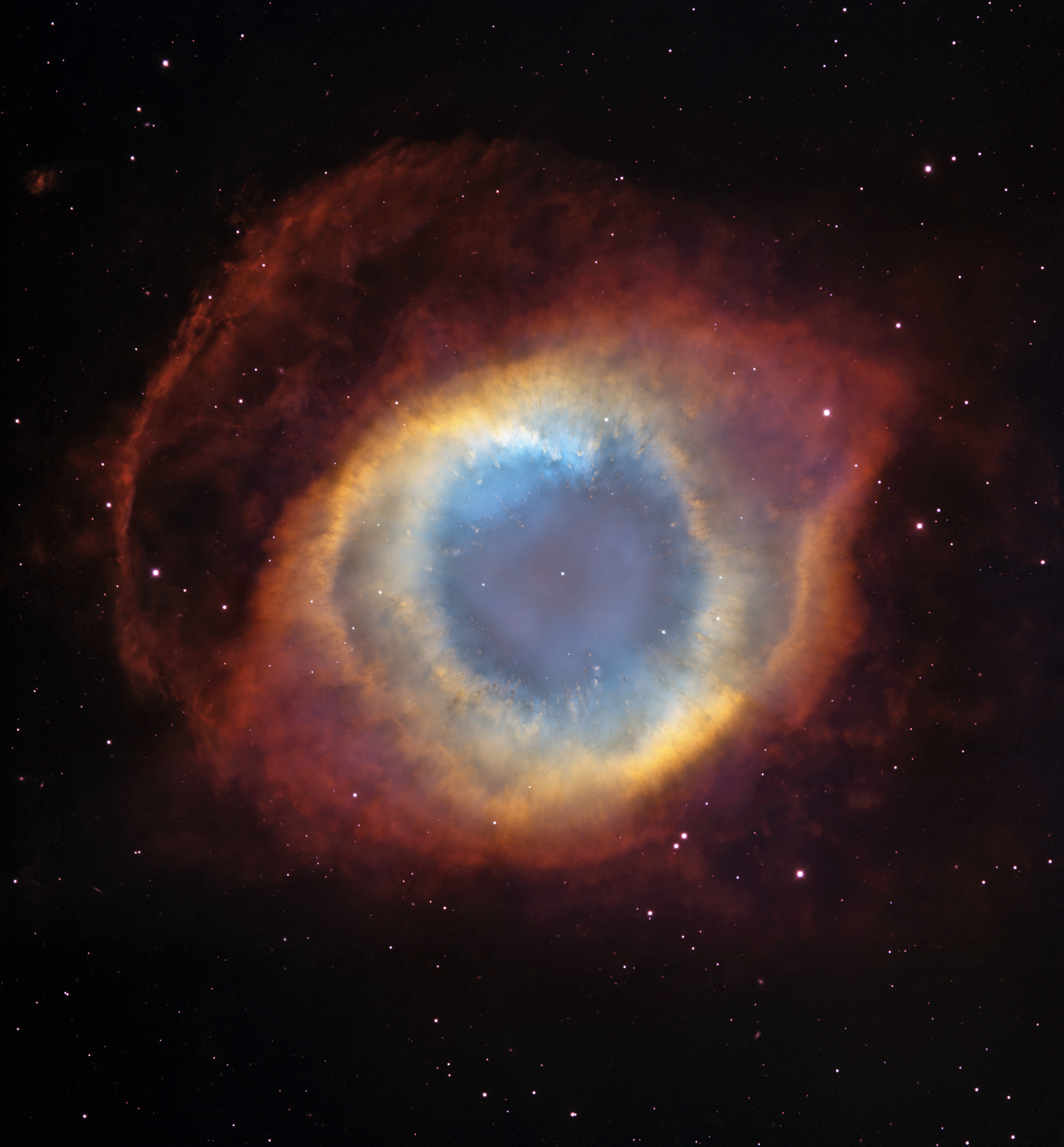
Planetární mlhovina Helix, NGC 7293, pravděpodobně nejbližší a nejjasnější planetární mlhovina ke Slunci

V emisní mlhovině dochází k ozáření ionizovaného plynu hvězdami typů O a B v mlhovině či v její blízkosti a rekombinaci atomů. Plyn následně září světlem vlastního spektrálního osvětlení. Emisní mlhoviny fungují jako rodiště hvězd, nachází se v nich proto horké mladé hvězdy, které dokážou mlhovinu rozsvítit nejvíce. Její barva závisí na jejím složení a na množství energie z okolních hvězd. Emisní mlhoviny s nejnižší energií září v červeném spektru, s vyšší v modrém či zeleném. Mezi nejčastější typy patří oblasti HII, které se skládají převážně z ionizovaného vodíku. Nejznámějšími oblastmi HII jsou Orlí mlhovina, mlhovina Rozeta či mlhovina Trifid. Planetární mlhoviny vznikají po posledních stádiích hvězd, které měly hmotnost 0,5 až 8 Sluncí; proto i Slunce za více než 6 miliard let vytvoří planetární mlhovinu. Hvězda odhodí svůj plynný obal, ze kterého vznikne planetární mlhovina a v jejím středu zůstane bílý trpaslík čili pozůstatek po původní hvězdě. Jejich životnost je přibližně 1 000 let. Jsou to oblaky plynů ve tvaru koule, pro zdánlivou podobnost s plynnými obry byly pojmenovány planetární. K planetárním mlhovinám patří kupříkladu mlhovina Činka a planetární mlhovina Helix. Dalším druhem je mlhovina vzniklá po tzv. výbuchu supernovy či jednoduše po supernově. Tímto způsobem vznikla Krabí mlhovina.

#### Reflexní mlhoviny
Záření z hvězd v mlhovině nedostačuje na to, aby došlo k ionizaci plynu. Je však natolik silné, aby se paprsky odrazily o prachová zrna obsažená v mlhovině. Mlhovina září ve spektru hvězdy, kterou odráží. Protože absorpce vlnové délky viditelného světla je λ^-4, jeví se nám obraz modřejší, než je skutečné spektrum hvězdy. Pakliže se v reflexní mlhovině nachází proměnné hvězdy, reflexní mlhovina také září nerovnoměrně. K reflexním mlhovinám patří mlhovina v Orionu, NGC 1555, mlhovina Vajíčko či mlhovina Tobyho Juga.

### Temné mlhoviny

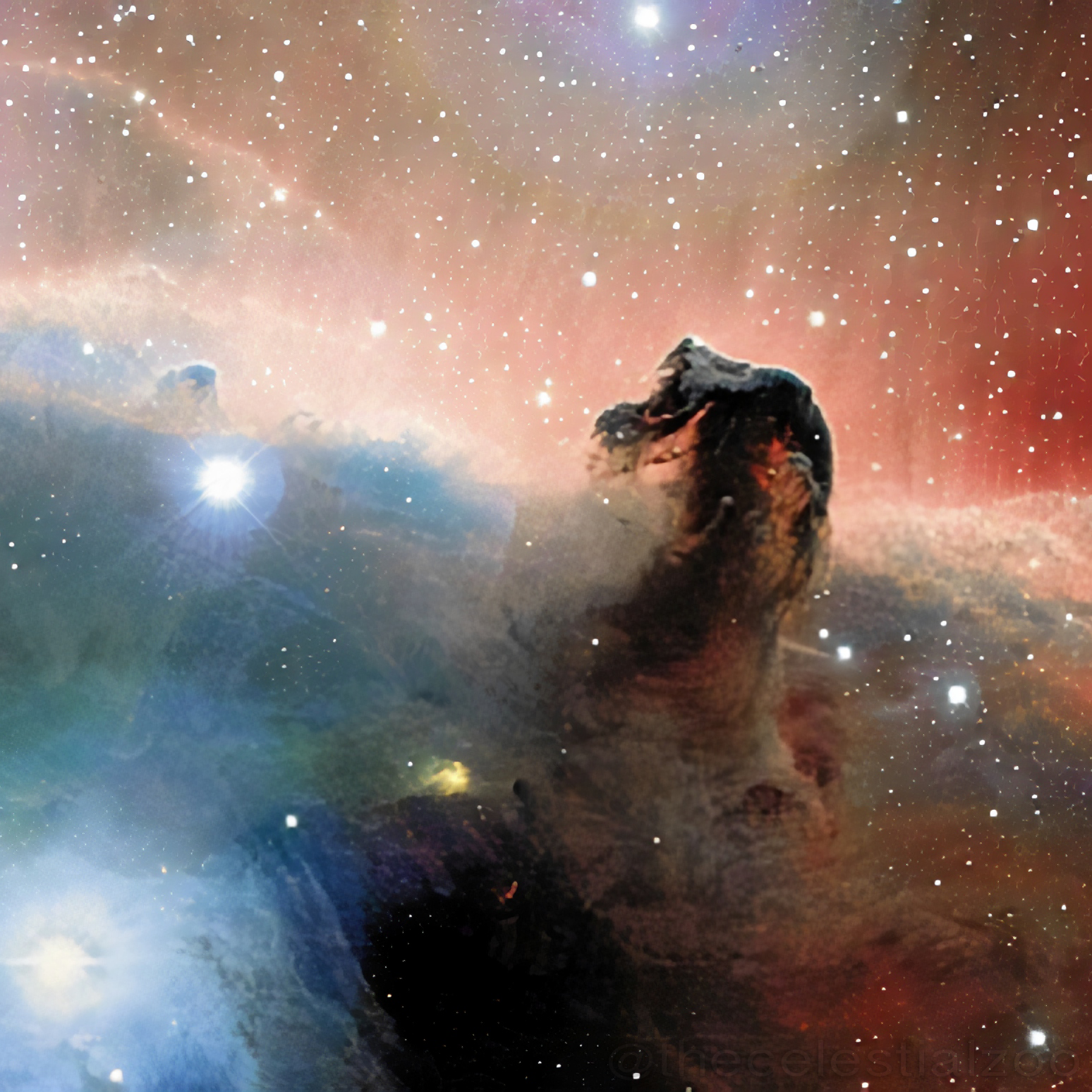
IC 434 mlhovina Koňská hlava ležící v pásu Orionu

Temné mlhoviny nejsou osvětlené, lze je tudíž pozorovat pouze před hvězdami či před difúzní mlhovinou jako temná oblast. Nachází daleko od hvězd či veškeré dostupné světlo absorbují. Složením se však od jiných typů neliší, pouze mlhovina má mnohem větší množství prachu v sobě obsažené, což brání světlu mrakem prostoupit. Mezi nejznámější temné mlhoviny patří Mlhovina Koňská hlava a Uhelný pytel.

## Složení
Mlhoviny se skládají převážně z prachu a plynu v poměru 100:1. Prach jest nejčastěji složen z uhlíku a křemičitanů s příměsí ledu atd. Plyn se nejčastěji skládá z vodíku, helia, dusíku, neonu či železa. Jelikož v mlhovinách z těchto plynů vznikají hvězdy, mají podobné složení. Hustota jest mezi 10^2 až 10^3 na centimetr krychlový. 
Např. u Mléčné dráhy tvoří mlhoviny přibližně 10 % její hmoty.

## Tvorba mlhovin
Některé mlhoviny se tvoří na konci života hvězd. Hvězda, která projde změnou v bílého trpaslíka, odfoukne své vnější vrstvy, které vytvoří planetární mlhovinu. Novy a supernovy mohou také vytvořit mlhoviny známé jako zbytky novy a zbytky supernovy.

## Rodiště hvězd

Mlhovina M42, ve které vznikají mladé jasné hvězdy

Mlhoviny jsou rodištěm hvězd. Podle tzv. mlhovinové hypotézy vznikají nové hvězdy z velmi zředěných molekulárních oblaků, které se začnou smršťovat svou vlastní gravitací, často kvůli vlivu blízké exploze supernovy, přechodem přes rameno galaxie, či elektromagnetické síle. Oblak se smršťuje a trhá, čímž vytváří globule, prvky obsažené v mlhovině ve volném pádu ke směru středu globule. Roste v nich tlak a teplota, zvětšuje se jejich velikost, až vznikne kulovitý útvar s potřebným tlakem a gravitací. Při zážehu termojaderné reakce se z protohvězdy stane hvězda. Některé objekty nenabydou dostatečné velikosti, aby v jejich středu mohla být zažehnuta termojaderná reakce, takové objekty se nazývají hnědí trpaslíci. Mnohé hvězdy vznikají v natolik blízké vzdálenosti, aby se vzájemně gravitačně přitahovaly a obíhaly okolo společného těžiště. Nazývají se dle počtu hvězd, například dvojhvězdy či trojhvězdy. Vícehvězdné systémy tvoří asi 80 % všech hvězd, kupříkladu Polárka Aa, Ab a B; Sirius A a B či Castor A, B, C, YY Geminorum.
Nově vytvořené hvězdy ionizují okolní plyn a vytvářejí tak emisní mlhovinu. V emisních mlhovinách se nacházejí otevřené hvězdokupy. Otevřená hvězdokupa nedokáže hvězdy gravitačně udržet při sobě, postupem času hvězdy unikají z jejího gravitačního vlivu. Slunce kdysi patřilo také do mlhoviny, ale vlivem rotace galaxie se původní hvězdokupa z mlhoviny rozložila.

## Zajímavosti
- Cena Nebula, pravidelně udělovaná spisovatelům fantasy a sci-fi v USA, je pojmenována po mlhovinách.